# Gante-Wevelgem femenina 2017
La 6.ª edición de la Gante-Wevelgem femenina se celebró el 26 de marzo de 2017 sobre un recorrido de 145 km con inicio en Ypres y final en la ciudad de Wevelgem en Bélgica.
La carrera hizo parte del UCI WorldTour Femenino 2017 como competencia de categoría 1.WWT del calendario ciclístico de máximo nivel mundial siendo la cuarta carrera de dicho circuito y fue ganada por la ciclista finesa Lotta Lepistö del equipo Cervélo Bigla. El podio lo completaron la belga Jolien D'Hoore del equipo Wiggle High5 y la ciclista estadounidense Coryn Rivera del equipo Sunweb.

## Equipos
Tomaron parte en la carrera un total de 25 equipos invitados por la organización, todos ellos de categoría UCI Team Femenino, quienes conformaron un pelotón de 148 ciclistas de los cuales terminaron 102.
| Equipos femeninos (25)- Alé Cipollini Galassia - Astana Women's Team - BePink Cogeas - Boels Dolmans - Bizkaia-Durango - BTC City Ljubljana - Canyon Sram Racing - Cervélo Bigla - Cylance Pro Cycling - Drops - FDJ-Nouvelle Aquitaine-Futuroscope - Hitec Products - Lares-Waowdeals Women Cycling Team - Lensworld-Kuota - Lotto Soudal - Orica-Scott - Parkhotel Valkenburg-Destil Cycling Team - SAS-Macogep - Servetto Giusta - Sport Vlaanderen-Etixx - Sunweb - Top Girls Fassa Bortolo - VéloCONCEPT Women - Wiggle High5 - WM3 Pro Cycling |
| |

## Clasificaciones finales
Las clasificaciones finalizaron de la siguiente forma:

### Clasificación general
| \| Clasificación general \| Clasificación general \| Clasificación general \| Clasificación general \| Clasificación general \| \| Ciclista \| Ciclista \| Equipo \| Tiempo \| \| \| --------------------- \| ------------------------- \| --------------------- \| --------------------- \| --------------------- \| \| 1.ª \| Lotta Lepistö \| Cervélo Bigla \| 3 h 53 min 54 s \| \| \| 2.ª \| Jolien D'Hoore \| Wiggle High5 \| + 0 s \| \| \| 3.ª \| Coryn Rivera \| Sunweb \| + 0 s \| \| \| 4.ª \| Marta Bastianelli \| Alé Cipollini \| + 0 s \| \| \| 5.ª \| Lisa Brennauer \| Canyon-SRAM Racing \| + 0 s \| \| \| 6.ª \| Maria Giulia Confalonieri \| Lensworld-Kuota \| + 0 s \| \| \| 7.ª \| Alice Barnes \| Drops \| + 0 s \| \| \| 8.ª \| Chantal Blaak \| Boels Dolmans \| + 0 s \| \| \| 9.ª \| Elena Cecchini \| Canyon-SRAM Racing \| + 0 s \| \| \| 10.ª \| Sheyla Gutiérrez \| Cylance \| + 0 s \| \| |                           |                    |                 |
| |                           |                    |                 |
| Fuente: ProCyclingStats |                           |                    |                 |
| Clasificación general |                           |                    |                 |
| Ciclista | Ciclista                  | Equipo             | Tiempo          |
| 1.ª | Lotta Lepistö             | Cervélo Bigla      | 3 h 53 min 54 s |
| 2.ª | Jolien D'Hoore            | Wiggle High5       | + 0 s           |
| 3.ª | Coryn Rivera              | Sunweb             | + 0 s           |
| 4.ª | Marta Bastianelli         | Alé Cipollini      | + 0 s           |
| 5.ª | Lisa Brennauer            | Canyon-SRAM Racing | + 0 s           |
| 6.ª | Maria Giulia Confalonieri | Lensworld-Kuota    | + 0 s           |
| 7.ª | Alice Barnes              | Drops              | + 0 s           |
| 8.ª | Chantal Blaak             | Boels Dolmans      | + 0 s           |
| 9.ª | Elena Cecchini            | Canyon-SRAM Racing | + 0 s           |
| 10.ª | Sheyla Gutiérrez          | Cylance            | + 0 s           |

## UCI WorldTour Femenino
El Gante-Wevelgem femenina otorga puntos para el UCI WorldTour Femenino 2017, incluyendo a todas las corredoras de los equipos en las categorías UCI Team Femenino. Las siguientes tablas muestran el baremo de puntuación y las 10 corredoras que obtuvieron más puntos:
| Posición   | 1.ª | 2.ª | 3.ª | 4.ª | 5.ª | 6.ª | 7.ª | 8.ª | 9.ª | 10.ª | 11.ª | 12.ª | 13.ª | 14.ª | 15.ª | 16.ª | 17.ª | 18.ª | 19.ª | 20.ª |
| Puntuación | 120 | 100 | 85  | 70  | 60  | 50  | 40  | 35  | 30  | 25   | 20   | 18   | 16   | 14   | 12   | 10   | 8    | 6    | 4    | 2    |

| 1.ª  | Lotta Lepistö             | Cervélo-Bigla      | 120 |
| 2.ª  | Jolien D'Hoore            | Wiggle High5       | 100 |
| 3.ª  | Coryn Rivera              | Sunweb             | 85  |
| 4.ª  | Marta Bastianelli         | Alé Cipollini      | 70  |
| 5.ª  | Lisa Brennauer            | Canyon SRAM Racing | 60  |
| 6.ª  | Maria Giulia Confalonieri | Lensworld-Kuota    | 50  |
| 7.ª  | Alice Barnes              | Drops              | 40  |
| 8.ª  | Chantal Blaak             | Boels-Dolmans      | 35  |
| 9.ª  | Elena Cecchini            | Canyon SRAM Racing | 30  |
| 10.ª | Sheyla Gutiérrez          | Cylance            | 25  |